# Oberstjägermeisterbach

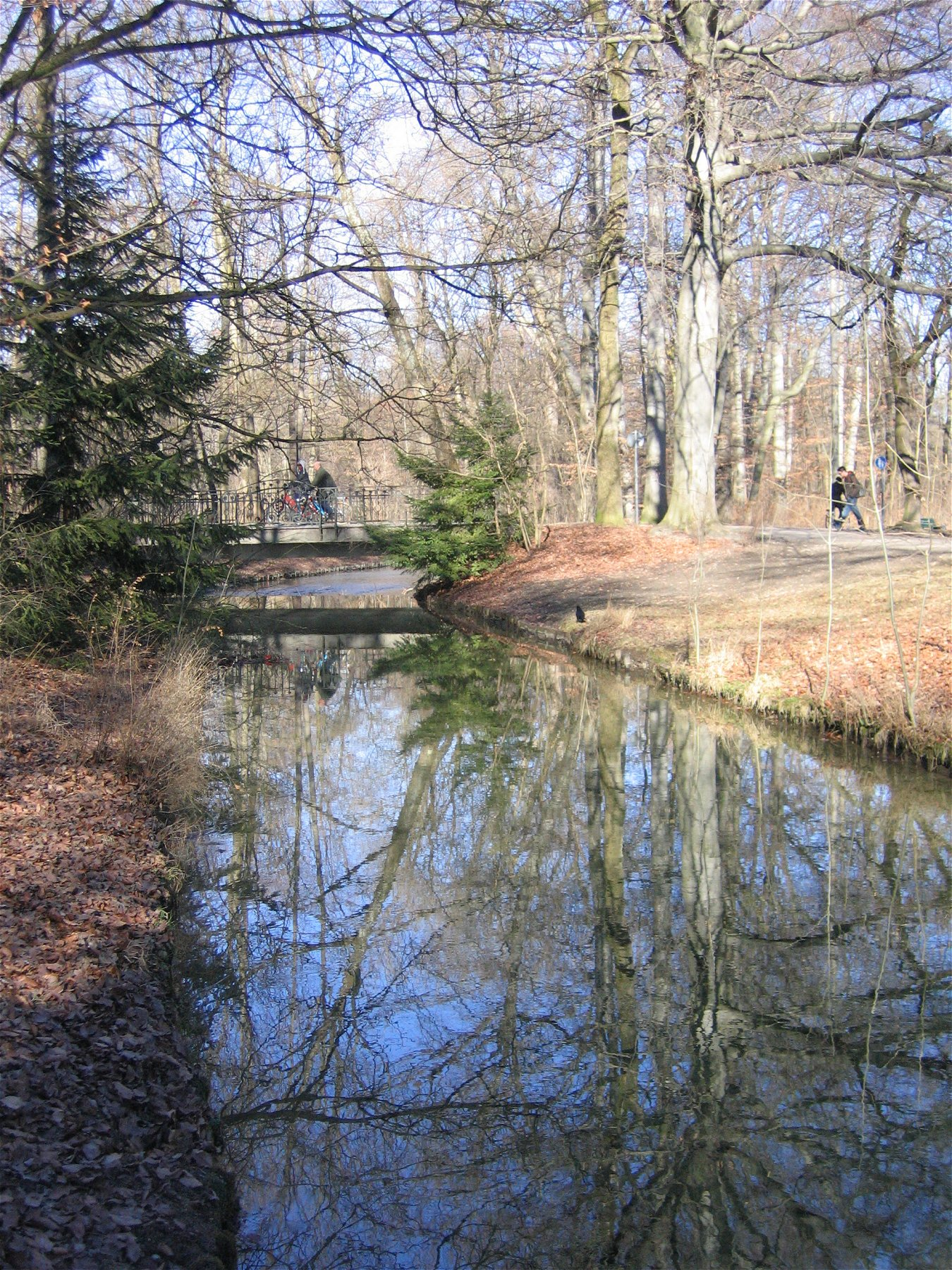
Oberstjägermeisterbach

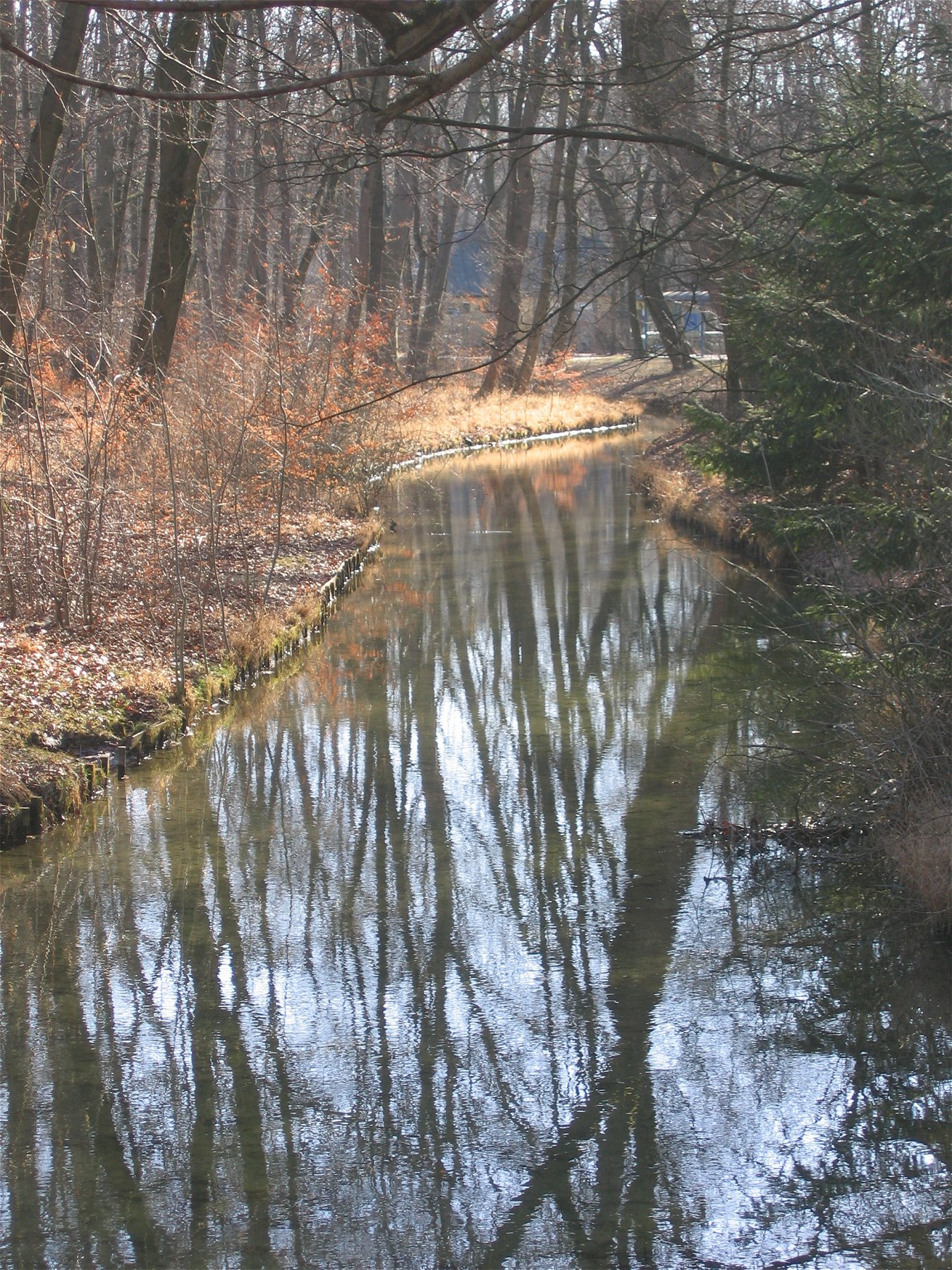
Oberstjägermeisterbach

Der Oberstjägermeisterbach ist ein Bach im Englischen Garten in München.

## Verlauf
Der insgesamt rund 5500 Meter lange Wasserlauf zweigt nördlich der Himmelreichstraße (Lage) vom Eisbach ab. 150 Meter weiter (Lage) fließt ein Teil des Wassers über den Entenbach in Richtung Schwabinger Bach, der größere Teil fließt allerdings in Richtung Kleinhesseloher See. Dieses Teilstück verzweigt sich wiederum: zum einen in den See, zum andern im Osten am See vorbei. Beim Sckell-Denkmal fließt wieder Wasser aus dem See in den Bach zurück. Er unterquert den Mittleren Ring und fließt dann in Richtung Nordosten. Dann bringt der Obere Wehrbach wieder Wasser vom Schwabinger Bach. Kurz danach teilt sich der kleine Strom (Lage) und bildet eine Insel (Vogelschutzinsel). Der südöstlich an der Insel vorbeilaufende Teil wird ab jetzt Reitbach genannt. Bald danach nimmt der Untere Wehrbach einen großen Teil des Wassers auf und läuft Richtung Stauwehr Oberföhring. Der Oberstjägermeisterbach durchfließt in der Fortsetzung nach 4,29 km den
Schwammerlweiher (Lage), den
Entenfallweiher (Lage) und den
Libellenteich (Lage) und mündet dann östlich des Aumeisters wieder in den Schwabinger Bach (Lage).

## Daten
- Wasserführung: 1 m³/s
- Bachbreite: zwischen 4 m und 7 m
- sieben Sohlschwellen
- Fließgeschwindigkeit: aufgrund der unterschiedlich Breite und der Sohlschwellen stark variabel

## Uferbewuchs
Der Oberstjägermeisterbach ist auf seiner kompletten Strecke an dem Ufer mit einem artenreichen Laubbaumbestand bewachsen. Interessant ist eine Schwarz-Pappel mit einem Stammdurchmesser von etwa einem Meter südlich des Milchhäusls. Vor dem Föhringer Wehr bildet der Bach eine kleine Auenlandschaft. Hier sind auch einige Teiche angelegt.